# 람보르기니 박물관

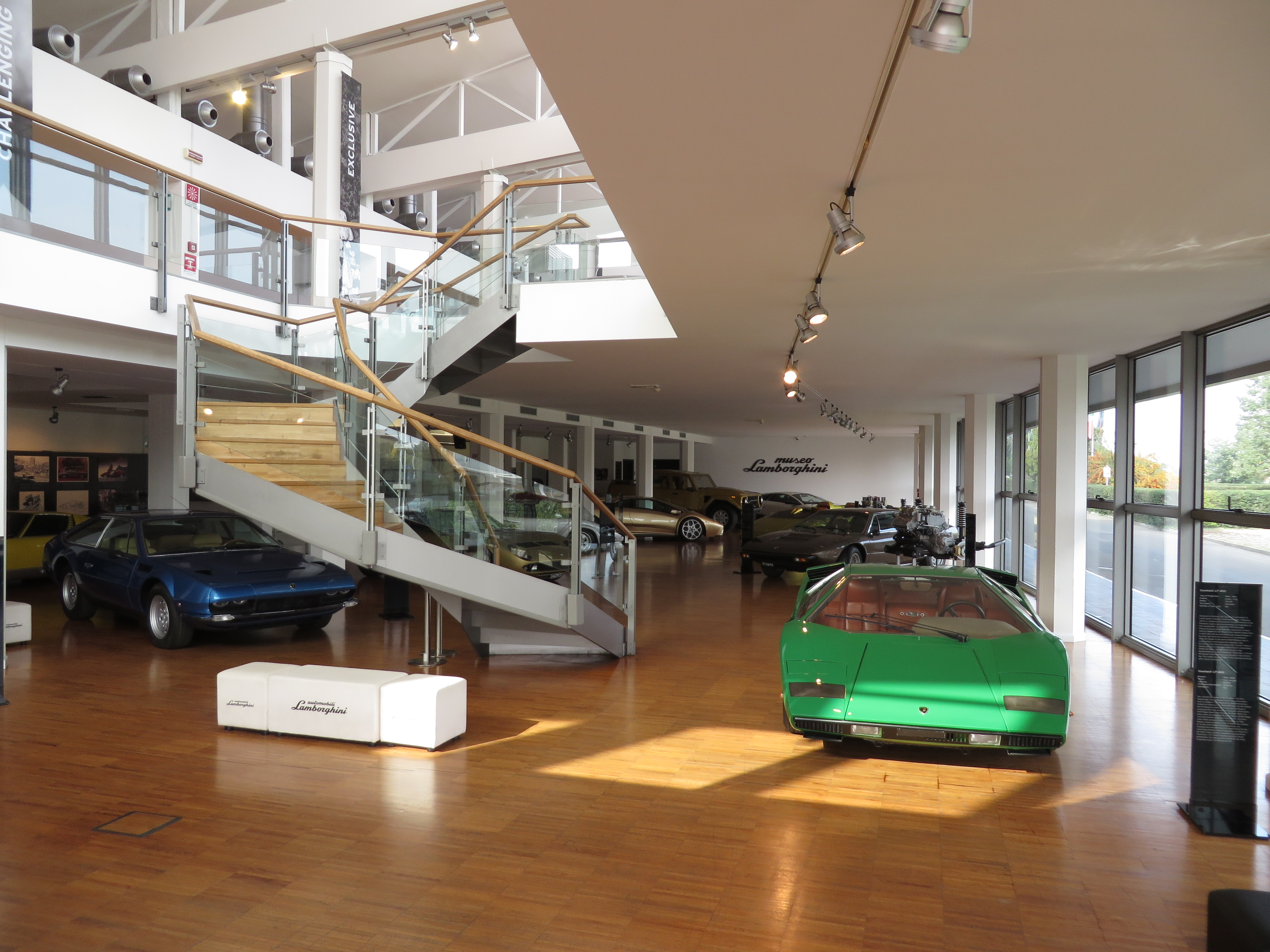
람보르기니 박물관

람보르기니 박물관(이탈리아어: Museo Lamborghini)은 이탈리아 에밀리아로마냐주 산타가타볼로녜세에 위치해 있는 오토모빌리 람보르기니 S.p.A. 소유 및 운영의 자동차 박물관이다. 2층 규모의 이 박물관은 2001년에 문을 열었으며, 2016년 6월에 더 많은 모델을 전시할 수 있도록 개조되었다. 박물관의 목표는 람보르기니 역사의 모든 주요 이정표를 다루는 것이다. 이를 위해 박물관은 회사에서 생산된 모든 모델을 보여주는 가계도를 전시한다. 현재 갤러리에는 350 GT 및 세스토 엘레멘토와 같은 슈퍼카와 베네노 및 미우라 컨셉트와 같은 원오프 및 컨셉트카가 전시되어 있다.

## 같이 보기
- 자동차 박물관 목록